# Dicliptera serpenticola
Dicliptera serpenticola är en akantusväxtart som först beskrevs av K.Balkwill och Campb.-young, och fick sitt nu gällande namn av I.Darbysh.. Dicliptera serpenticola ingår i släktet Dicliptera och familjen akantusväxter. Inga underarter finns listade i Catalogue of Life.